# Song Riders
SongRiders(ソングライダーズ)は、日本の男性4人組の音楽グループ。所属レコード会社はトイズファクトリー。

## 概要
リーダーのKG K-9shot、武雄、MY A FLOW、DJ HIDEの４人からなる音楽グループ。
独自の音楽Style、Lifeを追求し、何にも囚われる事なく自由に自分達を表現していく。ROCKテイストをベースにHIP HOPなどの要素を取り込んだ、ジャンルに捕らわれないオルタネイティブかつ圧倒的なサウンドでその存在感を音楽シーンに示す。
また、ストリートバスケットボールチーム「大阪籠球会」の創立メンバーとして所属。アーティストだけでなく、バスケットプレイヤー、俳優としてもマルチに活躍をみせる。

## メンバー構成
- KG-K9shot(ケージーケーナインショット、大阪府枚方市出身 9月14日生まれ　B型)-MC
- 武雄(タケオ、大阪府高槻市出身　5月10日生まれ　O型)-MC
- MY A FLOW(マイアフロ、大阪府高槻市出身　1月12日生まれ　AB型)-SINGER
- DJ HIDE（ディージェイヒデ大阪府大阪市出身　11月15日生まれ　AB型)-DJ

## 略歴
- 2005年：リーダーKGを筆頭に、結成。
- 2009年：『LOVE』でよしもとアールアンドシーよりメジャーデビュー。
- 2012年：『Re-birth』からトイズファクトリーへ移籍。
- 2017年：各メンバーのInstagramより、グループの解散を発表した。

## ミュージックビデオ
| 監督     | 曲名                                  |
| 富田兼次 | 「ON FIRE」「TRAUMA」                 |
| 松浦史明 | 「LOVE XL」                           |
| 松田征己 | 「I Don't Back」                      |
| 不明     | 「Snowing Again」「Anger Management」 |

## 役者としての活動
- KG-K9shot　※役者名　小島雄貴(こじま ゆうき)
  - 2009年　舞台「MISSING BOYS～僕が僕であるために～」　KG　役
  - 2010年　映画「ほしのふるまち」　宮本正樹　役
  - 2010年　ドラマ「風の少年」　安田　役
  - 2011年　ドラマ「QP」　諌山譲　役
  - 2012年　ドラマ「私立バカレア高校」
  - 2012年　ドラマ「シュガーレス」　嘉上深征　役
  - 2013年　ドラマ「オンナルール～幸せになるための50の掟」
  - 2013年　映画「劇場版BAD BOYS J 最後に守るもの」
  - 2014年　映画「土竜の唄」
- 武雄
  - 2009年　舞台「MISSING BOYS～僕が僕であるために～」　TK　役
  - 2011年　ドラマ「QP」　赤井健人　役
  - 2012年　ドラマ「私立バカレア高校」
  - 2012年　ドラマ「シュガーレス」　唐戸兄弟(弟)　役
  - 2013年　ドラマ「BAD BOYS J」　寺田龍次　役
  - 2014年　映画「土竜の唄」

- MY A FLOW
  - 2009年　舞台「MISSING BOYS～僕が僕であるために～」　アフロ　役
  - 2010年　舞台「ゴッドズペル」　アフロ　役
  - 2011年　ドラマ「QP」　葛巻康平　役
  - 2012年　ドラマ「私立バカレア高校」
- DJ HIDE
  - 2009年　舞台「MISSING BOYS～僕が僕であるために～」　HIDE　役
  - 2011年　ドラマ「QP」　桃園遥　役
  - 2012年　ドラマ「私立バカレア高校」
  - 2012年　ドラマ「THE QUIZ」　塩谷和彦　役